# قيثارة أورفيوس (رواية)
قيثارة أورفيوس (بالإنجليزية: The Lyre of Orpheus)‏ هي ثالث رواية في ثلاثية كورنيش للكاتب الكندي روبرتسون ديفيز، نشرت عام 1988، عن دار نشر ماكميلان في كندا.

## روابط خارجية
- قيثارة أورفيوس (رواية) على موقع الموسوعة البريطانية (الإنجليزية)